# Os Cowboys
Os Cowboys (em inglês:  The Cowboys) é um filme norte-americano de 1972, do gênero faroeste, dirigido por Mark Rydell e estrelado por John Wayne e Roscoe Lee Browne.

## A produção
Um dos melhores faroestes do final da carreira de John Wayne, juntamente com True Grit e The Shootist, Os Cowboys é também um rito de passagem para um grupo de jovens, cuja idade varia entre nove e quinze anos. No decorrer da ação, os garotos são apresentados ao uísque, a um bordel e a boas doses de violência. Em uma cena, condenada por alguns críticos, Wayne deixa um deles passar fome para fazê-lo parar de gaguejar. Mais tarde, assistimos à morte de outro.
Para Leonard Maltin, a mensagem final parece ser que vinganças violentas são coisas boas. Ainda assim, o roteiro mostra um retrato preciso e simpático das atribulações a que estão sujeitos os vaqueiros em sua lida diária.
O filme marca a estreia no cinema de Robert Carradine. Além disso, John Wayne morre nas telas pela primeira vez desde The Alamo.
A película deu ensejo a uma série de TV homônima, em 1974, que teve curta duração. Do elenco do filme, somente Clay O'Brien, Robert Carradine, A Martinez e Sean Kelly aparecem em seus parcos doze episódios.

## Sinopse
Wil Andersen precisa levar seu gado do Montana para o Dakota do Sul, mas seus empregados decidem procurar ouro e o abandonam. Wil, então, contrata onze garotos, a quem ensina os rudimentos da profissão. Durante a viagem, eles têm de aprender a conviver com suas diferenças individuais e também enfrentar o bando de ladrões liderados pelo vil Long Hair. Long Hair fora recusado por Wil e agora deseja vingança.

## Elenco
| Ator/Atriz        | Personagem           |
| ----------------- | -------------------- |
| John Wayne        | Wil Andersen         |
| Roscoe Lee Browne | Jebediah Nightlinger |
| Bruce Dern        | Long Hair            |
| Colleen Dewhurst  | Kate                 |
| Alfred Barker Jr. | Fats                 |
| Nicolas Beauvy    | Dan                  |
| Steve Benedict    | Steve                |
| Robert Carradine  | Slim Honeycutt       |
| Norman Howell     | Weedy                |
| Stephen R. Hudis  | Charlie Schwartz     |
| Sean Kelly        | Stuttering Bob       |
| A Martinez        | Cimarron             |
| Clay O'Brien      | Hardy Fimps          |
| Sam O'Brien       | Jimmy Phillips       |
| Mike Pyeatt       | Homer Weems          |